# آفتاب‌پرست (کمیک)
آفتاب‌پرست (به انگلیسی: Chameleon) یک شخصیت تخیلی و ابرتبه‌کارانه در کتاب‌های کامیک می‌باشد. این کاراکتر به دست استن لی و استیو دیتکو خلق شده و در مرد-عنکبوتی شگفت‌انگیز شماره اول (مارس ۱۹۶۳) معرفی شد. او قدیمی‌ترین دشمن مرد عنکبوتی بوده‌است.
جدا از کتاب‌های کامیک، شرکت مارول از آفتاب‌پرست در دیگر کالاهای خود از جمله پوشاک، اسباب‌بازی، ورق بازی، انیمیشن‌های تلویزیونی و بازی‌های رایانه‌ای استفاده کرده‌است.
نام اصلی او دیمیتری آناتولی نیکولایویچ اسمریدیاکوو کراوینوف بوده و دشمن اصلی مرد-عنکبوتی است. وی همچنین برادر ناتنی سرگئی کراوینوف، معروف به کراون شکارچی، می‌باشد.
او که استاد تغییر چهره است، عضو گروه‌های ابرتبه‌کارانه‌ای چون کاگ‌ب، شش فاسد، دوازده فاسد، هایدرا، نابود کنندگان و خاندان کراوینوف است.